# Moritz Schulz (Philosoph)
Moritz Schulz (* 1979 in Oldenburg (Oldb)) ist ein deutscher Philosoph und Hochschullehrer mit den Forschungsschwerpunkten Erkenntnis- und Entscheidungstheorie, Rationalitätstheorien, Sprachphilosophie, Philosophische Logik sowie Grundlagen der Theoretischen Philosophie. Seit 2020 ist er Professor für Theoretische Philosophie an der Technischen Universität Dresden.

## Leben
Schulz studierte von 2000 bis 2001 Philosophie, Politikwissenschaft und Germanistik an der Carl von Ossietzky Universität Oldenburg, brach jedoch ab und studierte von 2001 bis 2005 Mathematik an der Universität Hamburg. Dieses Studium schloss er als Diplom-Mathematiker ab, ehe er bis 2007 ein Bachelorstudium der Philosophie am New College der University of Oxford absolvierte. Von 2007 bis 2011 war er als Mitglied der Forschungsgruppe Phlox wissenschaftlicher Mitarbeiter an der Humboldt-Universität zu Berlin. Dort promovierte er 2011 bei Dorothy Edgington und Benjamin Schnieder im Fach Philosophie; als Postdoc war er in der Folge an der Universität Barcelona tätig. 2013 wurde er Akademischer Rat auf Zeit an der Eberhard Karls Universität Tübingen und wurde 2016 Juniorprofessur für Theoretische Philosophie an der Universität Hamburg. Zum Oktober 2020 folgte er einem Ruf auf die Professur für Theoretische Philosophie an der Technischen Universität Dresden.
Schulz leitet im Rahmen des Emmy-Noether-Programm das Projekt Entscheidungen und Wissen an der Schnittstelle von Erkenntnis- und Entscheidungstheorie, u. a. zur Fragestellung, welche Rolle Wissen (und Unwissenheit) für gute Entscheidungen spielen. Für seine Dissertation „Counterfactuals and Probability“ erhielt er 2012 den Wolfgang-Stegmüller-Preis.

## Schriften (Auswahl)
- als Herausgeber mit Benjamin Schnieder: Themes from Early Analytic Philosophy. Essays in Honour of Wolfgang Künne. In: Grazer Philosophische Studien. Band 82, ISSN 1875-6735. Radopi, Amsterdam/New York 2011, ISBN 978-9042033627.
- Counterfactuals and Probability. Oxford University Press, Oxford/New York 2017, ISBN 978-0198785958.